# Санкт-Антёниен
Санкт-Антёниен (нем. St. Antönien) — деревня и бывшая коммуна в Швейцарии, в кантоне Граубюнден. 
До 2015 года имела статус отдельной коммуны в составе округа Преттигау-Давос. 1 января 2016 года вошла в состав коммуны Луцайн нового региона Преттигау-Давос.
Население составляет 361 человек (на 31 декабря 2006 года). Официальный код  —  3893.
1 января 2007 года в состав коммуны Санкт-Антёниен вошла бывшая коммуна Санкт-Антёниен-Ашарина.